# نيلسون هاهنه
نيلسون هاهنه (بالإنجليزية: Nelson Hahne)‏ هو ساحر استعراضي أمريكي، ولد في 9 ديسمبر 1908، وتوفي في 4 أكتوبر 1970.